# Муніципальні вибори в Швеції 2018
9 вересня 2018 року відбулися шведські муніципальні вибори 2018 року для обрання 290 рад комун у Швеції. Загальна кількість місць у радах на загальнонаціональному масштабі склала 12 700, в порівнянні з 12 780 на виборах 2014 року.
Попереднє голосування було дозволено в період з 22 серпня по 9 вересня.
У виборах брали участь нові зареєстровані партії, як-от Коаліція громадян. Участь взяли багато менших і місцевих партій.
Вибори відбувалися одночасно з парламентськими виборами та виборами до рад ленів.

## Результати
Загальнонаціональні результати муніципальних виборів відповідно з Шведською виборчою комісією.
| Партія          | Партія                     | Голоси    | %     | Місця  | ±    | Бюлетені |
| --------------- | -------------------------- | --------- | ----- | ------ | ---- | -------- |
|                 | Соціал-демократична партія | 1 801 843 | 27,58 | 3752   | −612 | 290      |
|                 | Помірна коаліційна партія  | 1 310 182 | 20,06 | 2396   | −39  | 282      |
|                 | Шведські демократи         | 832 083   | 12,74 | 1806   | +482 | 290      |
|                 | Партія центру              | 631 812   | 9,67  | 1603   | +192 | 289      |
|                 | Ліва партія                | 502 147   | 7,69  | 808    | +58  | 283      |
|                 | Народна партія — ліберали  | 444 674   | 6,81  | 689    | −21  | 270      |
|                 | Християнські демократи     | 339 375   | 5,20  | 676    | +161 | 264      |
|                 | Партія зелених             | 301 825   | 4,62  | 395    | −337 | 250      |
|                 | Феміністична ініціатива    | 61 907    | 0,95  | 22     | −4   | 55       |
|                 | Інші                       | 306 287   | 4,69  | 553    | +40  | —        |
| Дійсні голоси   | Дійсні голоси              | 6 532 135 |       |        |      |          |
| Недійсні голоси | Недійсні голоси            | 81 316    |       |        |      |          |
| Усього          | Усього                     | 6 613 451 |       | 12 700 | −80  |          |